# Roger de Beaumont, 2. Earl of Warwick
Roger de Beaumont, 2. Earl of Warwick (* 1102; † 12. Juni 1153) war der älteste Sohn von Henry de Beaumont, 1. Earl of Warwick, und Marguerite, Tochter von Geoffrey II. von Perche und Beatrix von Montdidier; er ist auch als Roger de Newburg bekannt.

## Biografie
Roger erbte im Jahr 1119 von seinem Vater den Titel Earl of Warwick und den Großteil von dessen anderen englischen Gütern. Im Jahr 1138 überließ er seinem jüngeren Bruder Henry de Neubourg die Herrschaft Gower in Wales. Roger wird im Allgemeinen als ein gläubiger und frommer Mann erachtet. Eine Chronik aus dieser Periode, die Gesta Regis Stephani, spricht von ihm als einen Mann sanften Gemüts (engl. man of gentle disposition). Das Borough Warwick gedenkt seiner als Gründer des Hospital of S. Michael für Leprakranke, welches er mit dem Zehnten von Wedgnock und anderen Besitz ausstattete. Ferner unterstützte er das Templerhaus jenseits der Brücke und gilt als der Erbauer der Kollegiatkirche St Mary in der Stadt Warwick. In der Regierungszeit von König Stephan errichtete er ein Priorat (priory) bei Llangennilth, Glamorgan, die dem hl. Kenneth gewidmet war und der Abtei St. Taurin in Évreux in der Normandie unterstand.

## Familie und Kinder
Beaumont heiratete 1130 Gundred de Warenne, Tochter von William de Warenne, 2. Earl of Surrey, und Elizabeth de Vermandois. Aus der Verbindung gingen folgende Kinder hervor:
- William de Beaumont, 3. Earl of Warwick († 1184)
- Waleran de Beaumont, 4. Earl of Warwick  (1153 – 12. Dezember 1204)
- Henry de Beaumont, war 1205 Dekan von Salisbury
- Agnes de Beaumont, heiratete Geoffrey de Clinton, Kammerherr des Königs und Sohn von Geoffrey de Clinton, dem Errichter von Kenilworth Castle und Priory
- Margaret de Beaumont
- Gundred de Beaumont (ca. 1135–1200), verheiratet:

1. Hugh Bigod, 1. Earl of Norfolk;
2. Roger de Glanville